# Stazione di Penango
La stazione di Penango era una fermata ferroviaria posta sulla linea Castagnole-Asti-Mortara che fino al 2010 serviva il centro abitato di Penango.

## Storia
La stazione fu inaugurata il 12 luglio 1870 contestualmente all'apertura della ferrovia Castagnole-Asti-Mortara, il cui esercizio fu ceduto dallo Stato alla Società per le Ferrovie dell'Alta Italia (SFAI) in virtù della legge di riforma del 1865 nel frattempo intervenuta.
In base alla legge "Baccarini" del 27 aprile 1885, la concessione fu trasferita in tale anno alla Società per le Strade Ferrate del Mediterraneo, con servizi eserciti dalla Rete Mediterranea, per poi passare nel 1905 alle neocostituite Ferrovie dello Stato.
Nel 1989 la stazione, privata del binario d'incrocio, venne trasformata in fermata.
Passata in gestione nel 2001 a Rete Ferroviaria Italiana, per consentire alcuni lavori di manutenzione dal 6 settembre 2010 la linea venne sospesa al traffico il quale venne definitivamente soppresso dalla Regione Piemonte a partire dal 17 giugno 2012.